# 黑紫獐牙菜
黑紫獐牙菜（学名：Swertia atroviolacea）为龙胆科獐牙菜属下的一个种。

## 扩展阅读
維基物種上的相關：黑紫獐牙菜